# Guilty Crown
Voz de: Yūki Kaji / Minami Tsuda )
O protagonista de 17 anos de Guilty Crown. É socialmente desajeitado, mas altamente perspicaz e um inteligente estudante do ensino médio, ele é um membro do clube de pesquisa de imagem e vídeo. Devido a chance de encontro, seu braço direito ganha o "poder dos reis" que o permite extrair "Voids" (objetos com propriedades especiais que refletem a personalidade dos seus proprietários) de indivíduos jovens. Sua mãe Haruka trabalha para Sephirah Genomics, enquanto que seu pai Kurosu, um expert no Vírus Apocalipse, morreu durante o incidente "Natal Perdido" 10 anos antes.
Inori Yuzuriha (楪 いのり, Yuzuriha Inori)
Voz de: Ai Kayano / Chelly
A principal heroína de Guilty Crown, é a estoica vocalista do antigo grupo Egoist. Ela é também membro do grupo de oposição Undertaker e seu Void é uma enorme espada. Inori se torna parceira de Shu e lentamente mas gradualmente ele começa a ganhar a confiança e atenção dela, bem como lembrar pedaços de seu passado. É na verdade um clone da irmã de Shu, Mana, é praticamente identica a ela e foi criada para que ela pudesse renascer e tomar seu posto como Eva ao lado de Shu.
Mana Ouma (Ouma Mana)
Voz de: Ai Kayano
É a irmã mais velha de Shu, a causadora do lost xmas. Quando criança, antes de Shu nascer, encontrou um meteoro que foi chamado de pedra do apocalipse e esse meteoro a contaminou com o vírus e a tornou Eva e mudou sua personalidade, deixando-a agressiva e cruel. Quando Shu nasceu ela o escolheu para ser Adão e seus genes formariam o mundo perfeito, mas Shu negou casar-se com ela e numa explosão ela criou o lost xmas.
Gai Tsutsugami (恙神 涯, Tsutsugami Gai)
Voz de: Yuuichi Nakamura
O líder com recursos e carismático de 17 anos da Undertaker. Ele tem a esperança de impulsionar uma revolução com êxito com a ajuda do "poder dos reis" de Shu (que ele originalmente desejava obter). Tem o poder de ver os Voids das pessoas. Era chamado de Triton por Mana, sofreu como cobaia para tentar ser transformado em um par a altura da Eva, mas fugiu e foi encontrado quase morrendo numa praia por Mana e Shu, que resolveram chamá-lo de Triton pois tinha vindo do mar.

### Undertaker (Funerária)
Ayase Shinomiya (篠宮 綾瀬, Shinomiya Ayase)
Voz de: Kana Hanazawa
Uma piloto de Endlave paraplégica que usa uma cadeira de rodas. Ela tem sentimentos por Gai e é muito fiel a ele. Anteriormente, ela pilotava um modelo antigo de Endlave Jumeau, que foi destruído por Daryl, mas depois obtém o modelo Endlave Steiner de Daryl.
Tsugumi (ツグミ, Tsugumi)
Voz de: Ayana Taketatsu
Uma hacker de 14 anos que se encarrega de dar as informações durante as missões. Seu codinome é "Cisne negro" e o seu principal local de operações é uma esfera de interface holográfica, onde ela usa seu corpo inteiro, graças a uma roupa especial com sensores.
Argo Tsukishima (月島 アルゴ, Tsukishima Argo)
Voz de: Anri Katsu
Um membro de 17 anos que é especialista em combate corpo-a-corpo usando facas. Seu Void é uma "lanterna" que cega temporariamente seu alvo numa esfera de completa escuridão. Ele é um estudante do segundo ano da Ryusen Escola de Ensino Médio.
Oogumo (大雲, Ōgumo)
Voz de: Kousuke Takasushi
Um homem grande e quieto que é especialista em armas de fogo e explosivos.
Shinbugi (四分儀, Shibungi)
Voz de: Takehito Koyasu
Um homem de 27 anos que é o segundo comandante de Gai. Conhecido por dizer "como se esperaria de Gai".
Kenji Kido (木戸 健治, Kido Kenji)
Voz de: Nobuhiko Okamoto
Um assassino em massa e um infame terrorista responsável pelo "Bombardeio da Árvore do Céu". Ele foi anteriormente mantido no Facilidade do Isolamento da GHQ e depois resgatado por Shu e pela Undertaker. Seu Void é uma Arma gravitacional.
Funell (ふゅーねる, Fyūneru)
Inori tem um robô que também atua como seu guardião. Ele expressa grandes emoções mesmo que seja mecânico. Funell é capaz de lançar muitos cabos como um Tachikoma. Seu nome é de uma brincadeira com a palavra em inglês "Funeral" que fica parecida com a pronúncia japonesa de Funell "Fyūneru".
Hare Menjou (校条ハーレ, Hare Menjo)
Voz de: Yu Shimamura
Estuda junto com Shu e é sua amiga, nutre um amor intenso por ele, mas o esconde com medo de ser rejeitada. Seu Void são ataduras que curam ou arrumam qualquer coisa.